# Rudra minensis
Rudra minensis là một loài nhện trong họ Salticidae.
Loài này thuộc chi Rudra. Rudra minensis được María Elena Galiano miêu tả năm 1984.